# Jack Casady
John William Casady, meglio conosciuto come Casady, detto Jack (Washington, 13 aprile 1944), è un bassista statunitense, considerato uno dei più influenti bassisti rock.
Ha raggiunto la fama come bassista del gruppo acid rock Jefferson Airplane, dopo aver militato nella band di rhythm and blues The Triumphs come chitarrista solista assieme a Jorma Kaukonen, con cui suonerà sia nei Jefferson Airplane che nel side project Hot Tuna.

## Biografia
Jack Casady è nato a Washington D.C., da Mary Virginia Quimby e William Robert Casady. Suo padre aveva origini in parte protestanti irlandesi e in parte ebree polacche. La madre era parente dell'aviatrice Harriet Quimby e alcuni dei suoi familiari erano in Nord America dal 1600.
Ha suonato per la prima volta, come chitarrista solista, con i The Triumphs, una band rhythm and blues dell'area di Washington, D.C.; successivamente è passato al basso, durante gli anni del liceo. Mentre era ancora minorenne ha suonato (impiegando un documento d'identità falsificato) nella scena musicale dei club di Washington D.C., a supporto di musicisti come Little Anthony and the Imperials.

### Jefferson Airplane
Con i Jefferson Airplane raggiungerà un enorme successo che vedrà la band imporsi come una delle più influenti nella stagione della Summer of Love e del San Francisco Sound a cavallo tra anni sessanta e settanta. 
Il suo stile si diversificherà dal convenzionale supporto ritmico rock'n'roll nell'esplorazione di nuove idee melodiche date dalla progressione di accordi, dal suo personale stile di "walking bass" e linee jazz inserite in un contesto rock e dal suo tipico timbro, ottenuto con un basso Guild Starfire ed un amplificatore Versatone con cui otteneva un suono particolarmente "ringhioso" nei registri più alti, per poi convertirsi al particolare suono dei primi bassi "di liuteria" (il suo basso Alembic "Mission Control" sarà il primo della omonima casa che vedrà il suo iniziale successo proprio grazie all'utilizzo dei suoi strumenti da parte di artisti come Casady e Jerry Garcia dei Grateful Dead). È accreditato come coautore in diversi brani degli Airplane: Spare Chaynge (After Bathing at Baxter's, 1967), il tradizionale arrangiato dal gruppo Rock Me Baby, Turn Out the Lights, Bear Melt (Bless Its Pointed Little Head, 1969), Pretty as You Feel (Bark, 1971), Long John Silver (Long John Silver, 1972).

### Hot Tuna
Dal 1969 suonerà anche nella band Hot Tuna assieme a Jorma Kaukonen, prima come duo e poi come trio, reinterpretando classici blues e brani più rock, in cui metterà in evidenza il suo virtuosismo (in particolare in brani come Water Song, Sunny Day Strut e Candy Man).
Verso la fine degli anni settanta, presa una pausa con gli Hot Tuna, suonerà con i gruppi SVT di Brian Marnell e con la KBC Band assieme ai vecchi componenti dei Jefferson Airplane, Paul Kantner e Marty Balin, con cui ricoprirà un ruolo più "classico" all'interno della sezione ritmica semplificando il proprio stile virtuosistico.
Nel 2003 è uscito il suo primo album solista, Dream Factor, in cui ha suonato assieme a Warren Haynes, Doyle Bramhall II, Jorma Kaukonen, Fee Waybill, Ivan Neville ed altri.

### Anni recenti e altri progetti

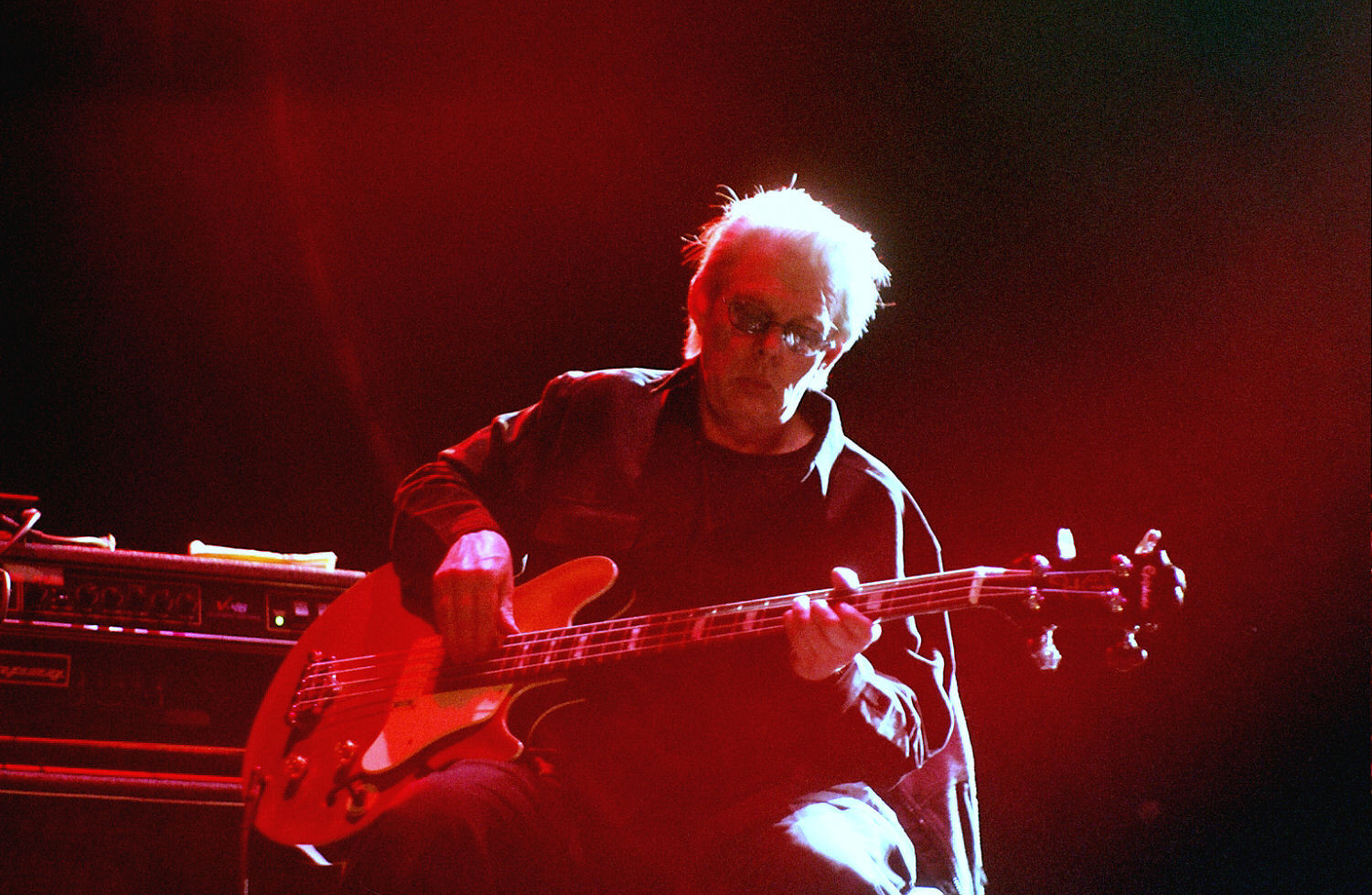
Jack Casady nel 2005

Al momento suona ancora con gli Hot Tuna e insegna nella scuola creata da Jorma Kaukonen nel suo "Fur Peace Ranch" in Ohio. E dal maggio 2007 fa parte del gruppo Moonalice assieme al vecchio bassista e pianista dei Jefferson Starship, Pete Sears; ha inoltre collaborato con la Epiphone per la produzione del "Jack Casady Signature Bass".

## Strumentazione
Bassi
- Fender Jazz Bass (1962-67)
- Guild Starfire II (1967-72)
- Alembic Noo. 1 "Mission Control" (1972-75)
- Fender Precision Bass
- Epiphone Jack Casady (1998-presente)

## Discografia

### Discografia dei Jefferson Airplane
- 1966 — Jefferson Airplane Takes Off
- 1967 — Surrealistic Pillow
- 1967 — After Bathing at Baxter's
- 1968 — Crown of Creation
- 1969 — Bless Its Pointed Little Head (live)
- 1969 — Volunteers
- 1970 — The Worst of Jefferson Airplane (raccolta)
- 1971 — Bark
- 1972 — Long John Silver
- 1973 — Thirty Seconds Over Winterland (live)
- 1974 — Early Flight (raccolta di inediti mai pubblicati su album)
- 1989 — Jefferson Airplane

### Discografia degli Hot Tuna
- 1970 — Hot Tuna (live)
- 1971 — First Pull Up, Then Pull Down (live)
- 1972 — Burgers
- 1973 — The Phosphorescent Rat
- 1975 — America's Choice
- 1975 — Yellow Fever
- 1976 — Hoppkorv
- 1978 — Double Dose (live)
- 1979 — Final Vinyl (raccolta)
- 1984 — Splashdown (live)
- 1985 — Historic Live Tuna (live)
- 1990 — Pair a Dice Found
- 1992 — Live at Sweetwater (live)
- 1993 — Live at Sweetwater Two (live)
- 1996 — Classic Hot Tuna Acoustic (live)
- 1996 — Classic Hot Tuna Electric (live)
- 1996 — In a Can (raccolta)
- 1997 — Splashdown Two (live)
- 1997 — Live in Japan (live)
- 1998 — The Best of Hot Tuna (raccolta)
- 1999 — And Furthurmore... (live)
- 2011 — Steady As She Goes

### Discografia degli STV
- 1981 — No Regrets

### Discografia della KBC Band
- 1986 — KBC Band

### Discografia con i Jefferson Starship
- 1995 — Deep Space/Virgin Sky (live)
- 1999 — Windows of Heaven

### Discografia solista
- 2003 — Dream Factor

### Discografia dei Moonalice
- 2009 — Moonalice

### Partecipazioni
- 1968 — Electric Ladyland[2] (The Jimi Hendrix Experience)
- 1970 — Blows Against the Empire (Paul Kantner and Jefferson Starship)
- 1971 — If I Could Only Remember My Name (David Crosby)
- 1971 — Sunfighter (Paul Kantner & Grace Slick)
- 1971 — Papa John Creach (Papa John Creach)
- 1972 — Filthy! (Papa John Creach)
- 1973 — Baron von Tollbooth & the Chrome Nun (Kantner, Slick & David Freiberg)
- 1974 — Manhole (Grace Slick)
- 1974 — Quah[3] (Jorma Kaukonen)
- 1982 — Don't Slander Me (Roky Erickson)
- 1983 — Planet Earth Rock and Roll Orchestra (Paul Kantner)
- 1989 — Transverse City (Warren Zevon)
- 1998 — Rusted Root (Rusted Root)
- 2000 — Sharin' in the Groove: Celebrating the Music of Phish (Artisti vari)
- 2001 — The Long Haul (Pete Sears)
- 2008 — Jefferson's Tree of Liberty[4] (Jefferson Starship)
- 2015 — Ain't In No Hurry (Jorma Kaukonen)
- 2015 — Vignettes (Skoota Warner)